# Repubblica

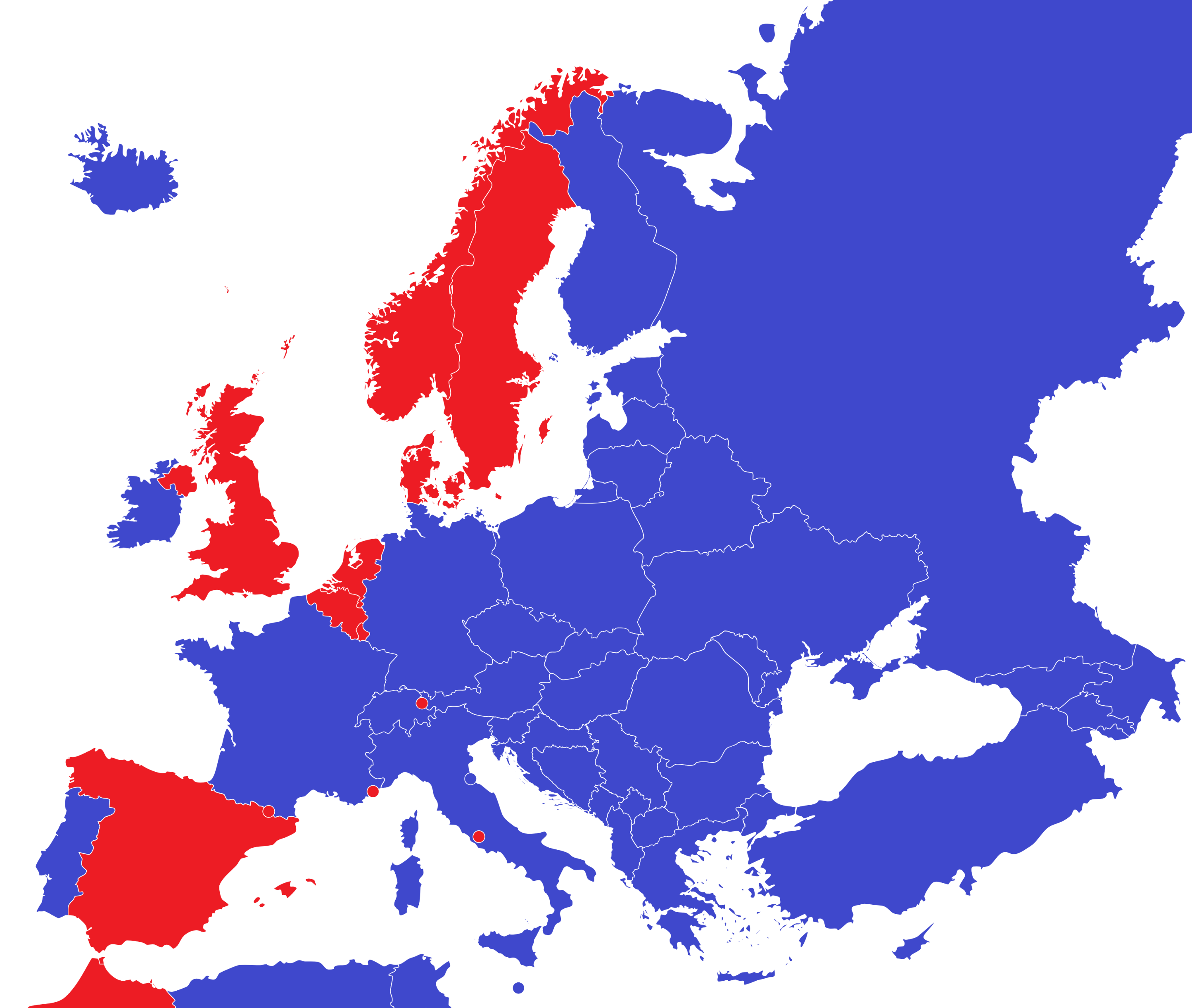
Repubbliche (in blu) in Europa (2020)

La repubblica (dal latino: res publica, "cosa pubblica", da intendersi come "stato del popolo") è una forma di governo di uno Stato, appartenente alle forme di democrazia rappresentativa o aristocrazia, in cui la sovranità viene esercitata dal popolo secondo forme stabilite dal sistema politico che, nei sistemi repubblicani moderni, può  prevedere una costituzione scritta o una serie di leggi costituzionali.
Legenda a colori delle forme di governo:

     Repubblica parlamentare
     Repubblica presidenziale
     Sistemi dove l'esecutivo viene eletto dal parlamento, ma non dipende da esso (Repubblica direttoriale oppure Repubblica presidenziale mista)
     Repubblica semipresidenziale
     Situazione politica frammentata o incerta
     Monarchia parlamentare
     Monarchia costituzionale
     Monarchia assoluta
     Repubblica monopartitica
     Paesi in cui sono state sospese le disposizioni costituzionali riguardanti l'esecutivo
Secondo la definizione generale, la repubblica è la forma di governo in cui le cariche pubbliche sono assegnate con metodi diversi dalla trasmissione ereditaria (solitamente nomina o elezione). Essa viene solitamente contrapposta alle forme di assolutismo monarchico, alla monarchia costituzionale e generalmente a tutte quelle di Stato assoluto, le quali viceversa prevedono la presenza della figura del sovrano come capo di Stato.

## Storia
La prima repubblica fu quella romana, anche se già nelle polis greche si ravvisa una forma repubblicana (democrazia ateniese). La repubblica aristocratica iniziò quando il re Tarquinio il Superbo fu scacciato (509 a.C.) e finì quando Ottaviano divenne il primo imperatore nel 27 a.C., sebbene già il governo autocratico di Cesare avesse di fatto svuotato la repubblica del suo significato, ad anche in seguito Roma sarebbe rimasta formalmente una repubblica durante il periodo del principato, almeno fino al 284 (poiché l'imperatore deteneva il titolo di princeps senatus e non di dominus, ovvero di sovrano, come in seguito alla riforma di Diocleziano). La linea di demarcazione tra monarchia e repubblica è all'inizio labile: ad esempio, nella polis greca, dopo il passaggio dalla monarchia all'aristocrazia, solo quest'ultima casta poteva eleggere gli arconti o prendere decisioni (politeia).

Col tempo le conseguenze socio-economiche della colonizzazione greca nel mar Mediterraneo furono notevoli: l'espansione e l'incremento degli scambi commerciali e delle attività artigianali e industriali e l'introduzione della moneta favorirono la formazione di una nuova classe di commercianti e industriali, che progressivamente misero in crisi il predominio dell'aristocrazia. La possibilità di entrare a far parte della vita politica quindi venne allargata a una cerchia di cittadini che soddisfacessero determinate caratteristiche (sesso maschile, liberi, di genitori entrambi greci). A questo seguì la necessità di scrivere leggi che regolassero la vita politica.

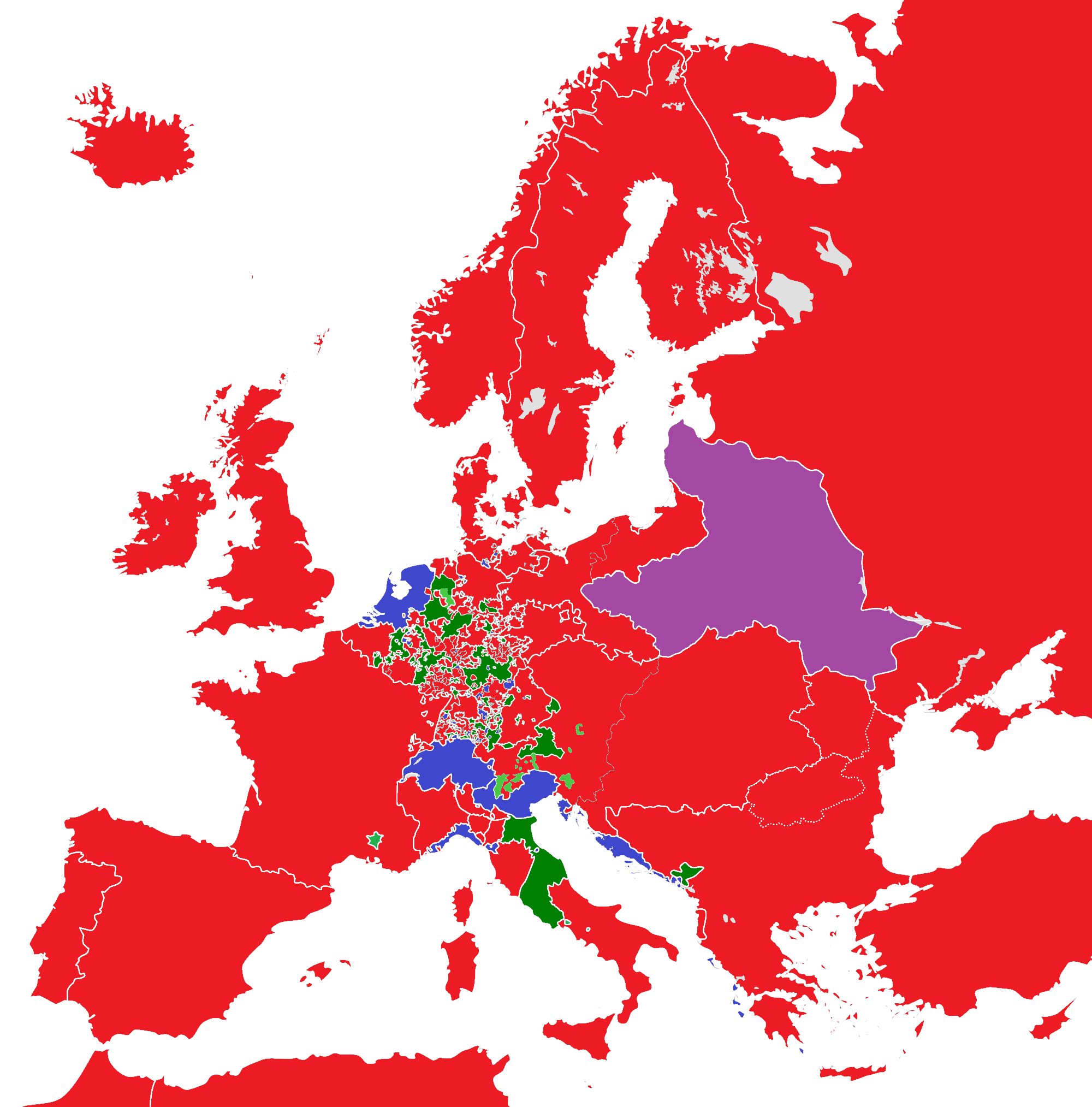
Repubbliche (in blu) in Europa nel 1789
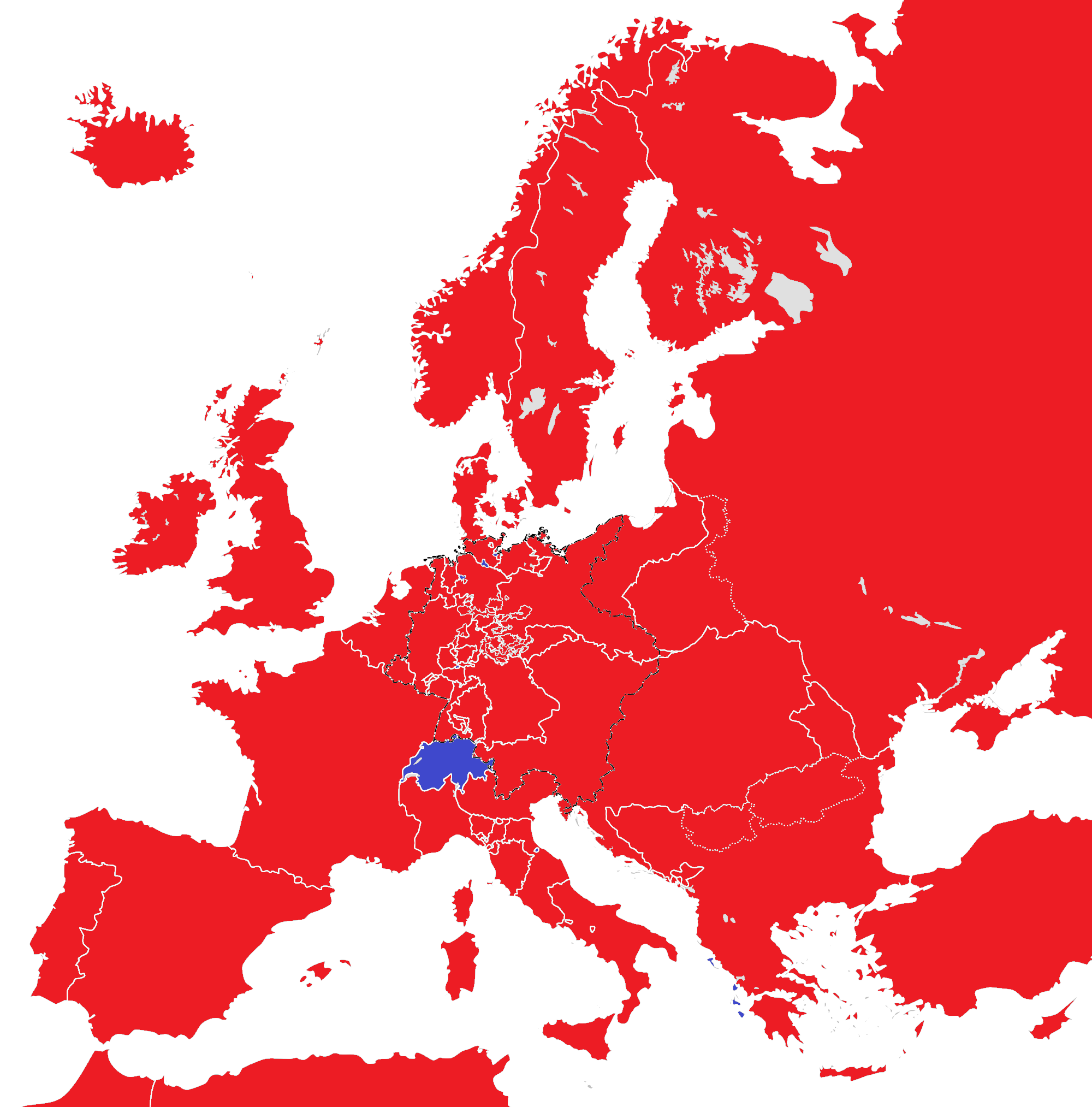
Repubbliche (in blu) in Europa nel 1815
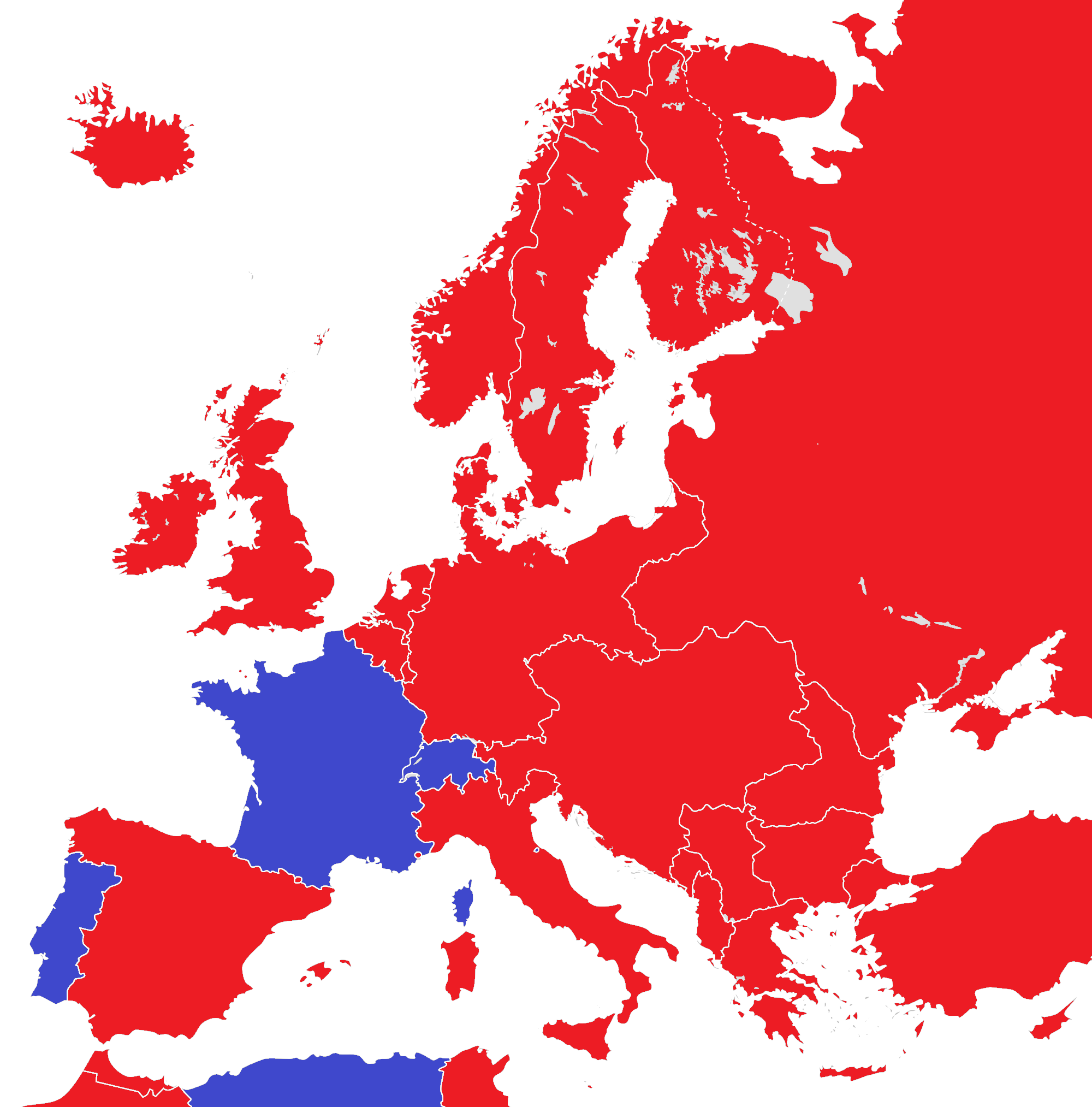
Repubbliche (in blu) in Europa nel 1914
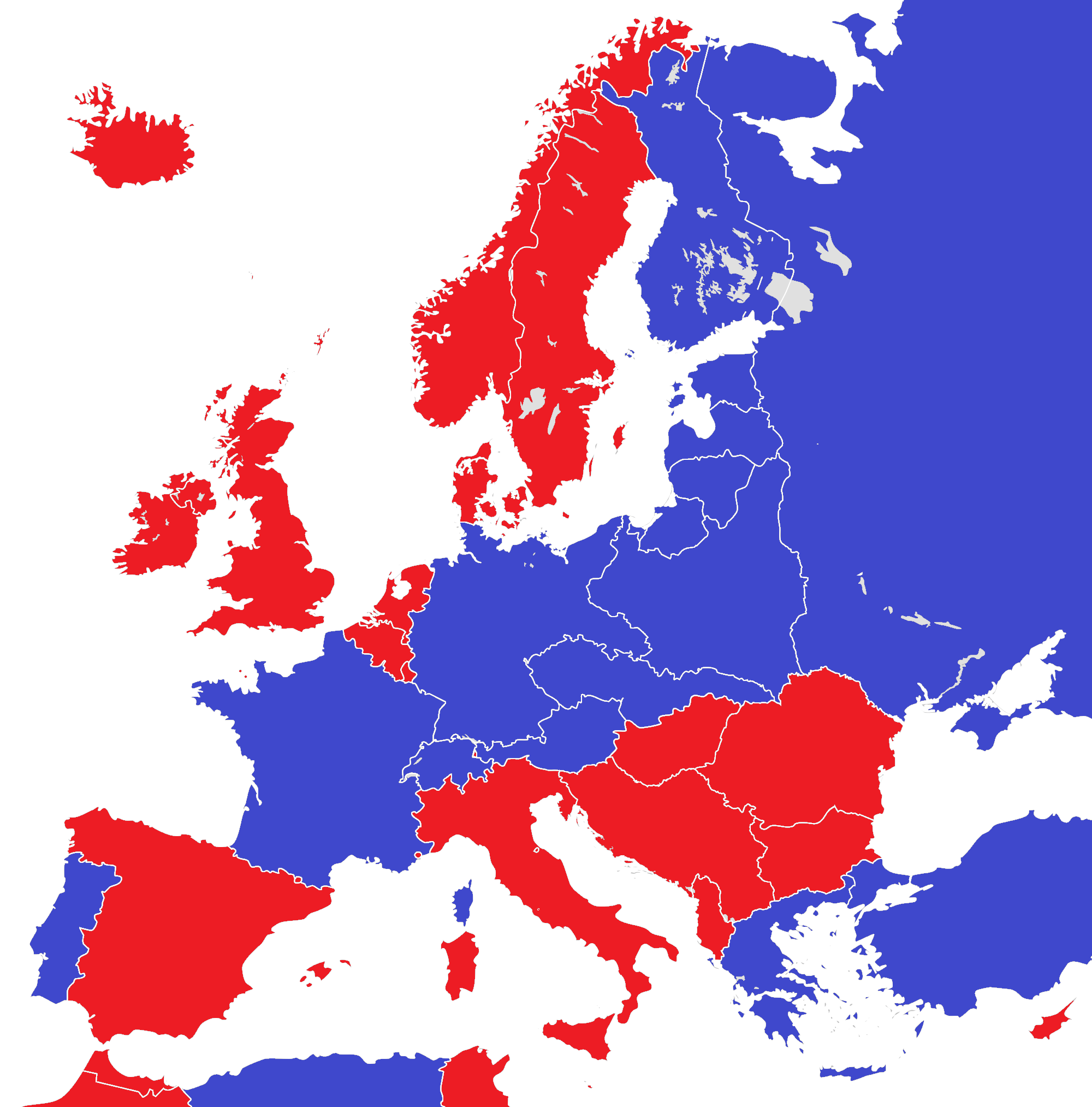
Repubbliche (in blu) in Europa nel 1930
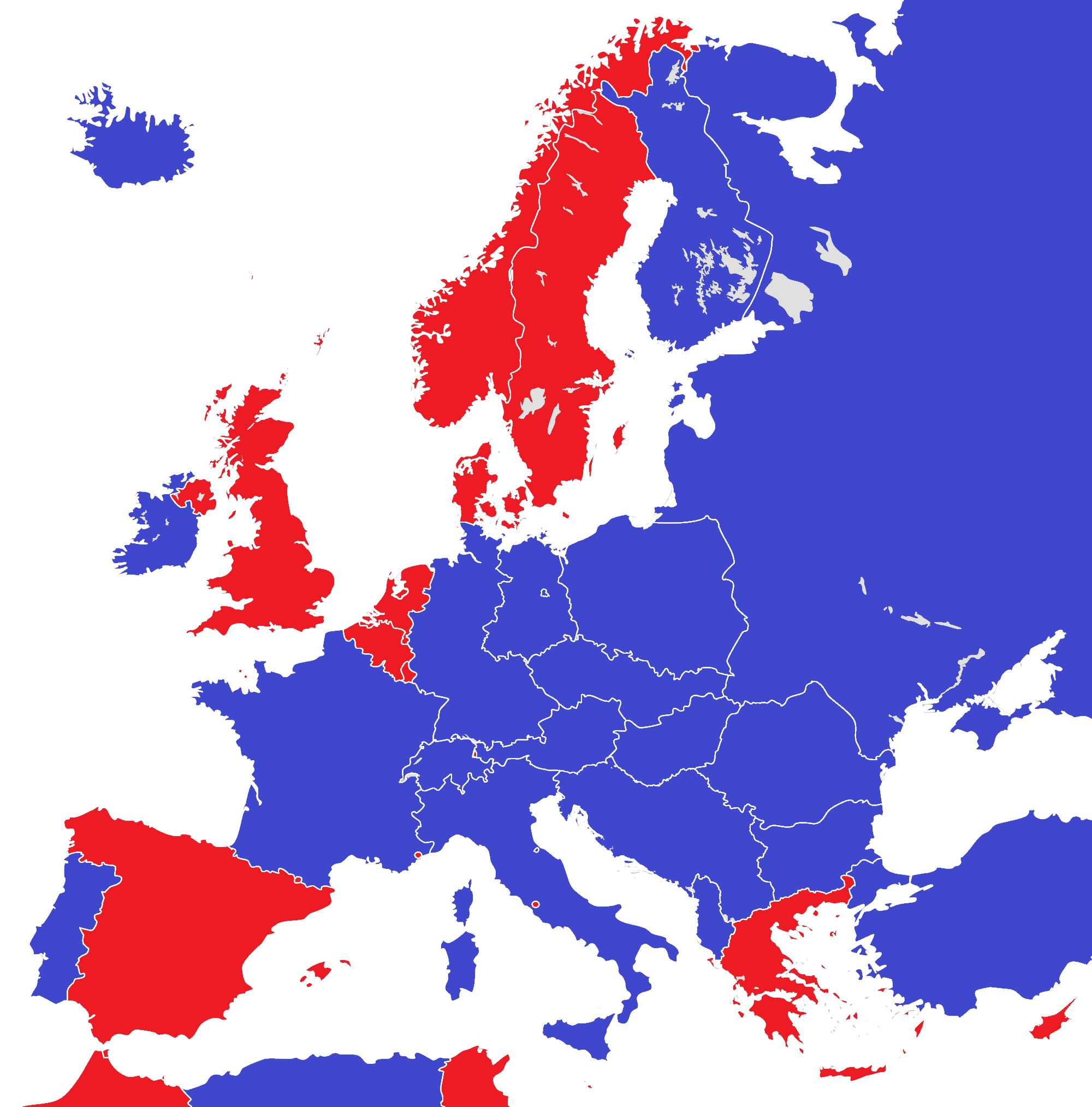
Repubbliche (in blu) in Europa nel 1950

## Descrizione
Il filosofo greco Aristotele formulò una, ormai consolidata, distinzione terminologica fra tre forme di governo: la monarchia, l'aristocrazia e la politìa. In termini di principio nessuna di queste forme di governo è incompatibile con la Repubblica, anche se propriamente viene inteso come Repubblica una forma di governo che è un'aristocrazia o una politìa (e le rispettive degenerazioni: oligarchia e democrazia, quest'ultima intesa come governo di popolo che, trascurando il bene comune, mira a favorire indebitamente le classi più povere), piuttosto che una monarchia (e la sua degenerazione, la tirannide). Principalmente la repubblica si esplica con l'elezione degli organi di direzione politica, che rimangono in carica per un tempo determinato, terminato il quale il sistema politico prevede una nuova elezione. Sono possibili anche alcune cariche a vita (come i giudici supremi statunitensi, i senatori a vita italiani, il cancelliere di giustizia finlandese), ma solo se non ereditarie e non apicali.
Il termine repubblica, come l'equivalente greco politeia, fa in sostanza riferimento all'organizzazione politica della società in senso generale e l'uso del termine da parte degli autori classici (per esempio nella Repubblica di Platone) non deve necessariamente essere considerato come un riferimento a un particolare tipo di istituzione politica. La Repubblica, per gli antichi, non era altro che l'interesse per il bene della collettività, per la polis, lo Stato. È esemplare l'articolo della costituzione della Repubblica di Weimar: «Il Reich tedesco è una Repubblica».
Le repubbliche, infatti, non sono necessariamente democratiche: per esempio nell'antichità, pensiamo alla Repubblica romana, la piena cittadinanza è stata negata agli schiavi o alle donne; oppure si può fare riferimento alla Repubblica di Venezia, che, nella seconda fase della sua storia, era una repubblica oligarchica in cui il popolo era escluso dal governo della cosa pubblica, ma dove il capo dello Stato (il doge) veniva scelto con un complesso sistema di voto-sorteggio tra gli appartenenti alla classe nobiliare.
D'altro canto non tutti gli Stati democratici sono repubbliche, per esempio il Regno Unito, sebbene democratico non è una repubblica, ma una monarchia parlamentare, in cui è presente una camera bassa, la Camera dei Comuni, eletta direttamente dai cittadini, ma il capo dello Stato (il re o la regina) è scelto secondo un rigido criterio ereditario. Nel corso dei secoli, la "Repubblica" si è andata sempre più caratterizzando come sistema a carattere prettamente democratico, come sistema istituzionale in cui i vertici dello Stato non vengono scelti per via ereditaria. Più che tra monarchia e repubblica, la distinzione è sempre più divenuta tra repubblica e "monarchia o oligarchia nobiliare". 
Se il capo di Stato di una repubblica è anche il capo del governo, questo sistema è chiamato presidenziale. In altri Stati il ruolo del presidente è quasi puramente cerimoniale e rappresenta l'unità nazionale; questi Stati si definiscono repubbliche parlamentari. Infine le repubbliche semipresidenziali hanno un presidente come capo di Stato attivo con poteri importanti, ma hanno anche un primo ministro come capo del governo con poteri importanti (es. in Francia).

## Repubbliche storiche

### Repubbliche classiche
Nonostante non si utilizzasse propriamente il termine "repubblica" per indicare queste forme di governo, generalmente s'intende le poleis greche o la Repubblica romana. La repubblica romana, a differenza delle democrazie greche, era una forma temperata di aristocrazia.

### Repubblica di San Marino
San Marino è una repubblica parlamentare ed è la più antica esistente. Gli organi istituzionali della Repubblica sono:
- La Reggenza, composta dai capitani reggenti, i due Capi di Stato che esercitano collegialmente funzioni prevalentemente simboliche, tra cui la presidenza di altri organi costituzionali (soggetti che fino al 1200 si chiamavano Consoli, tratti probabilmente quindi dal diritto romano).
- Il Consiglio Grande e Generale, il parlamento monocamerale di 60 membri eletti a suffragio universale diretto ogni cinque anni con sistema proporzionale.
- Il Congresso di Stato, l'organo esecutivo formato da 10 Segretari di Stato eletti tra i membri del Consiglio Grande e Generale.
- Il Consiglio dei XII, organo giudiziario che funge da Corte d'Appello di terzo grado e da tribunale amministrativo.
- Il Collegio Garante della Costituzionalità delle Norme, organo di garanzia costituzionale istituito nel 2002.
- Le Giunte di Castello, con a capo i Capitani di Castello organi di governo locale dei Castelli di San Marino.

La Repubblica di San Marino detiene il primato mondiale di Paese con il più breve mandato del Capo di Stato: i due Capitani Reggenti infatti rimangono in carica per soli sei mesi. I Capitani entrano in carica il 1º aprile e il 1º ottobre di ogni anno. Al secondo posto in questo singolare elenco figura un altro Stato confinante con l'Italia: la Svizzera, il cui capo dello Stato ricopre tale incarico per un solo anno.
La Repubblica di San Marino si è dotata di strumenti di democrazia diretta, prevedendo gli istituti del referendum abrogativo, propositivo e confermativo, e dell'Arengo.
San Marino non ha una vera e propria Costituzione scritta. L'ordinamento fa riferimento alle Antiche Consuetudini, le Leges Statutae Sancti Marini, gli antichi Statuti del 1600 e dalla legislazione successiva (reformationes), ed alla Dichiarazione dei diritti dei cittadini e dei principi fondamentali dell'ordinamento sammarinese, Legge della Repubblica di San Marino (Legge 8 luglio 1974, n. 59, modificata e integrata dalla Legge 26 febbraio 2002, n. 36) che funge da testo costituzionale. Il quadro è completato in via sussidiaria e integrativa dalle consuetudini e dal diritto comune.

### Repubbliche marinare

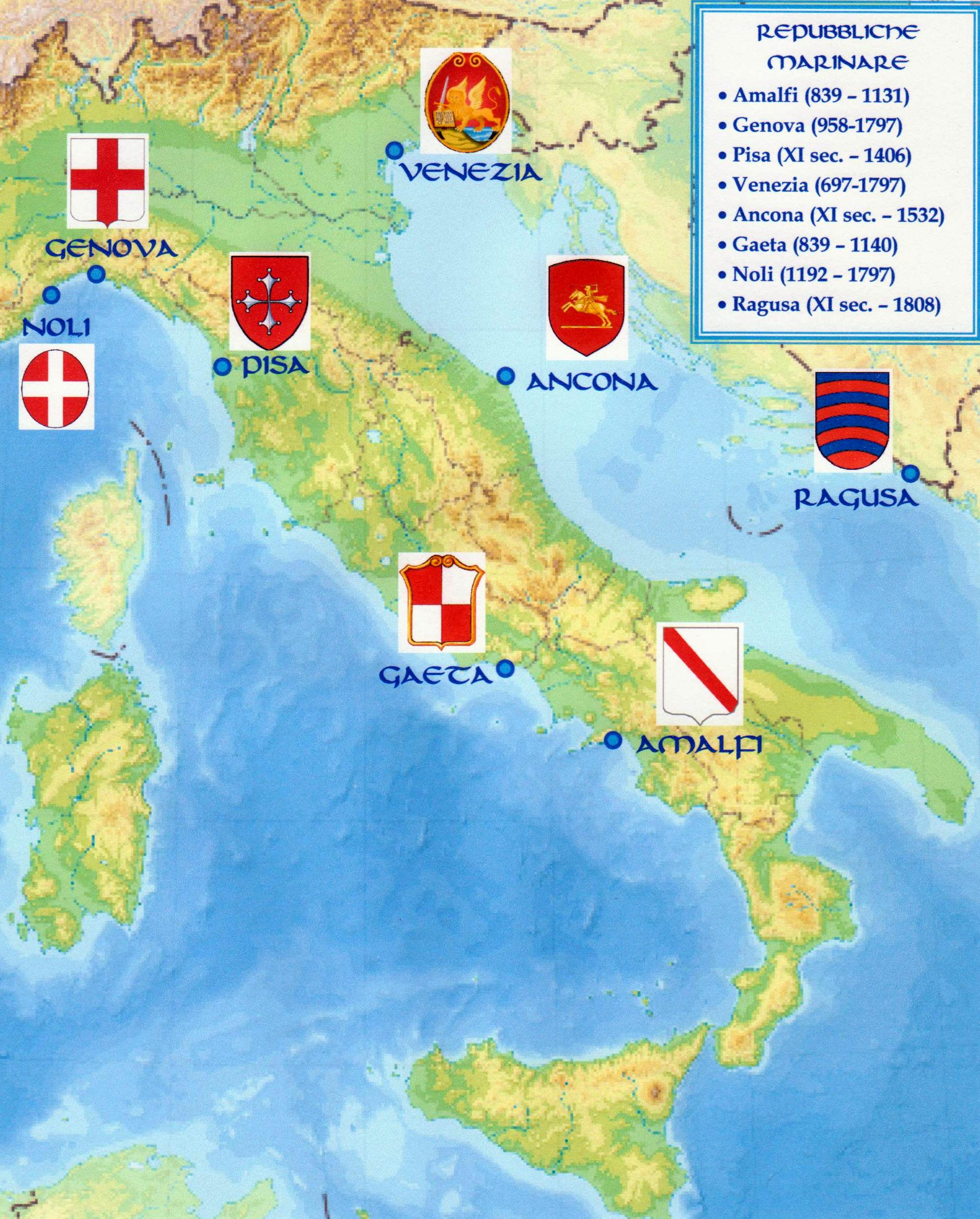
Localizzazione e antichi stemmi delle repubbliche marinare

L'espressione repubbliche marinare è nata nell'Ottocento per indicare le entità statali che goderono di un'indipendenza di fatto o di diritto; la loro autonomia, economia, politica e cultura erano basate essenzialmente sulla navigazione e sugli scambi marittimi. La loro storia va dal Medioevo sino alle soglie dell'Età contemporanea; le repubbliche marinare furono: Amalfi, Genova, Pisa, Venezia, Ancona, Gaeta, Noli e la città dalmata di Ragusa.
Dopo l'isolamento in cui si era trovata nell'Alto Medioevo, l'Europa, grazie alle repubbliche marinare, rialzò nuovamente lo sguardo verso gli altri continenti. Queste città, nonostante la rivalità commerciale che le metteva l'una contro l'altra, per la loro intraprendenza, lo spirito di avventura e la capacità di risorgere dopo tempi difficili, sono sempre state considerate una grande gloria per l'Italia. Dall'Oriente le repubbliche mercantili importavano una vasta gamma di merci introvabili in Europa, che poi rivendevano in altre città d'Italia e dell'Europa centrale e settentrionale, creando un triangolo commerciale tra l'Oriente arabo, l'Impero bizantino e l'Italia; sino alla scoperta dell'America furono perciò nodi essenziali degli scambi tra l'Europa e gli altri continenti.
Dal punto di vista istituzionale, coerentemente con la loro origine comunale, le città marinare erano delle repubbliche oligarchiche, generalmente rette, in maniera più o meno dichiarata, dalle principali famiglie mercantili: i governi erano dunque espressione del ceto mercantile; per questo, a volte, ci si riferisce a tali città col termine più specifico di "repubblica mercantile". Il termine repubblica, in questo caso, non va inteso nel significato moderno: fino a Niccolò Machiavelli e a Immanuel Kant, "repubblica" era sinonimo di "Stato", e non era contrapposto a monarchia.

### Repubblica mercantile
Forma di aristocrazia, tipica ad esempio delle Repubbliche marinare italiane.

### Repubblica di Cromwell
Il Commonwealth of England (anche chiamato repubblica di Cromwell) è il governo repubblicano adottato dal 1649 al 1660 dal partito puritano al potere durante le guerre dei tre regni dopo l'esecuzione capitale del re Carlo I, che aveva tentato di esautorare il Parlamento. In teoria il Parlamento inglese esercitava il potere legislativo ed eleggeva un Consiglio di Stato con potere esecutivo. Nel 1653 il politico e capo del Parlamento Oliver Cromwell però sciolse le camere e iniziò a governare in modo dittatoriale come Lord Protettore. Alla sua morte nel 1658, lasciò il titolo a suo figlio Richard Cromwell, che nel 1659 fu costretto all'esilio.
Nel 1660 il Parlamento restaurò la monarchia in forma blandamente parlamentare chiamando come re il figlio di Carlo I, Carlo II Stuart. Nel 1689, grazie alle basi poste dal Commonwealth che misero in discussione il diritto divino dei re, nacque la monarchia parlamentare vera e propria.

### Repubblica rivoluzionaria francese
La Prima Repubblica francese, ufficialmente République française ("Repubblica francese"), è stata il regime politico repubblicano presente in Francia, tra il settembre del 1792 e il maggio del 1804.
Creata a seguito della rivoluzione francese, la repubblica anticipò nel continente una nuova modalità nell'esercizio del potere politico, basata sulla sovranità popolare, che si sarebbe in seguito imposta in tutta Europa. Fu governata collettivamente dalla Convenzione Nazionale il Parlamento rivoluzionario, dal 1792 al 1795 e dal Comitato di salute pubblica governo, dal 1793 guidato di fatto da Maximilien de Robespierre dal 1792 al 1794, dal Direttorio dal 1795 al 1799, dal consolato guidato dal Primo Console Napoleone Bonaparte dal 1799. Cessò di esistere il 18 maggio 1804, quando Napoleone venne incoronato Imperatore dei francesi.

### Repubbliche napoleoniche
Le repubbliche napoleoniche (o giacobine, o repubbliche sorelle) sono i nuovi Stati che si costituirono alla fine del Settecento (tra il 1797 e il 1799) in Italia e nell'Europa centro-settentrionale, in seguito all'occupazione militare francese e che avevano come modello le istituzioni della Francia rivoluzionaria. Esse furono inizialmente: la Repubblica Anconitana, la Repubblica Astese, la Repubblica Bergamasca, la Repubblica Bolognese, la Repubblica Bresciana, la Repubblica Cremasca, la Repubblica di Alba, la Repubblica Ligure, la Repubblica Piemontese, la Repubblica Reggiana e la Repubblica Tiberina. Successivamente, a seguito di fusioni,  si costituirono la Repubblica Cispadana e la Repubblica Transpadana, a loro volta confluite nella Repubblica Cisalpina. Per ultime videro la luce la Repubblica Romana, che assorbì la Repubblica Anconitana, e la Repubblica Napoletana, Repubblica San Martino.

### Repubblica Romana del 1849
La Repubblica Romana del 1849 fu lo Stato repubblicano sorto in Italia durante il Risorgimento a seguito di una rivolta interna che nei territori dello Stato Pontificio ebbe come esito la fuga di papa Pio IX a Gaeta. Fu governata da un triumvirato composto da Carlo Armellini, Giuseppe Mazzini e Aurelio Saffi.
La repubblica, nata il 9 febbraio 1849 a seguito dei grandi moti del 1848 che coinvolsero l'Europa, ebbe come questi ultimi vita breve (finì il 4 luglio 1849) a causa dell'intervento militare della Francia di Luigi Napoleone Bonaparte, il futuro Napoleone III, che per convenienza politica ristabilì l'ordinamento pontificio, in deroga a un articolo della costituzione francese. Tuttavia quella della repubblica romana fu un'esperienza significativa nella storia dell'unificazione italiana, che rappresentava l'obiettivo della Repubblica, e vide l'incontro e il confronto di molte figure di primo piano del Risorgimento accorse da tutta la Penisola, fra cui Giuseppe Garibaldi e Goffredo Mameli. In quei mesi Roma passò dalla condizione di Stato tra i più politicamente arretrati d'Europa (monarchia assoluta teocratica) a banco di prova di nuove idee democratiche, ispirate principalmente al mazzinianesimo, fondando la sua vita politica e civile su principi quali, in primis, il suffragio universale maschile (il suffragio femminile in realtà non era vietato dalla Costituzione, ma le donne ne restarono escluse per consuetudine), l'abolizione della pena di morte e la libertà di culto.

### Libertà dorata
Forma di aristocrazia vigente nel Regno di Polonia prima e nella Confederazione polacco-lituana poi, nel XVI secolo.

### Repubbliche socialiste
Alcuni Stati comunisti si chiamavano o si definivano anche "repubbliche socialiste", tra cui la Repubblica Socialista Federale di Jugoslavia, la Repubblica Socialista del Vietnam, la Repubblica Socialista Cecoslovacca, la Repubblica socialista di Romania. L'Unione delle Repubbliche Socialiste Sovietiche (URSS) si definiva una repubblica in riferimento alle 15 suddivisioni del suo territorio.

### Repubbliche islamiche
Il Pakistan, l'Afghanistan, l'Iran e la Mauritania si definiscono nel loro nome ufficiale repubbliche islamiche. Una repubblica islamica è uno stato confessionale basato sulla religione islamica